# Чабанське
Чаба́нське — село Сергіївської селищної громади Білгород-Дністровського району Одеської області в Україні. Населення становить 142 осіб.
Є вихід до Будацького лиману. Родючі чорноземи.

## Населення
Згідно з переписом 1989 року населення села становило 131 особа, з яких 59 чоловіків та 72 жінки.
За переписом населення 2001 року в селі мешкали 142 особи.

### Мова
Розподіл населення за рідною мовою за даними перепису 2001 року:
| Мова       | Відсоток |
| ---------- | -------- |
| українська | 85,92 %  |
| російська  | 6,34 %   |
| молдовська | 5,63 %   |
| болгарська | 2,11 %   |